# 盧奐
盧 奐（ろ かん、生没年不詳）は、唐代の官僚。本貫は滑州霊昌県。

## 経歴
盧懐慎の子として生まれた。官にあってその品行が端正で廉潔なことで知られた。開元年間、盧奐は中書舎人・御史中丞・陝州刺史を歴任した。開元24年（736年）、玄宗が長安に帰る途中に、陝県で宿営すると、盧奐はその有能を称賛された。ほどなく兵部侍郎に任じられた。天宝元年（742年）、晋陵郡太守として出向した。ときに南海郡で劉巨鱗・彭杲が相次いで太守をつとめ、いずれも不法に財産を蓄えた罪で死を賜った。そこで盧奐が南海郡太守に任じられた。汚職官吏たちは姿を隠し、市舶司の宦官もあえて不法を犯さなくなった。盧奐は銀青光禄大夫の位を加えられた。3年を経て、入朝して尚書右丞となった。のちに死去した。

## 伝記資料
- 『旧唐書』巻98 列伝第48
- 『新唐書』巻126 列伝第51